# 高砂ボクシングジム
高砂ボクシングジム (たかさごボクシングジム) は、兵庫県高砂市に所在するプロボクシングのジムである。元WBA世界ミニマム級チャンピオンジョマ・ガンボアや第62代日本バンタム級チャンピオン三谷将之らがトレーナーを務める。
2021年3月11日、山下忠則会長の一連の不祥事により西日本ボクシング協会からジム活動の無期限停止処分を受けた。

## 主な所属選手
- 竹中佳 - 東洋太平洋女子ライトフライ級王者
- 岩川美花 - WBO女子世界アトム級王者